# Aéro-Club de France
ElAéro-Club de France és una organització de França destinada a la promoció de tota activitat al domini aeronàutic i aeroespacial. Fundada el 1898 és la societat més antiga en aquest camp.
Acadèmics, fabricants de productes, proveïdors de serveis i altres professionals aeroespacials civils i militars globals estan representats a l'AeCF. La seu de l'organització és a París.